# Capsala pricei
Capsala pricei är en plattmaskart. Capsala pricei ingår i släktet Capsala och familjen Capsalidae. Inga underarter finns listade i Catalogue of Life.